# Studio Comet
Studio Comet Co., Ltd. (株式会社スタジオコメット, Kabushiki Kaisha Sutajio Kometto) é um estúdio japonês de anime, localizado em Toyotamanaka, Nerima em Tóquio. O estúdio foi fundado em 21 de janeiro de 1986.

## Produções
- Art of Fighting (OVA, 1993)
- Baby Princess 3D Paradise Love (OVA, 2011)
- Battle Fighters Garō Densetsu (Especial de TV, 1992)
- Bikkuriman 2000 (Primeira produção digital do estúdio, Anime, 2000)
- Wan Wan Celeb Soreyuke! Tetsunoshin (Anime, 2006)
- Capeta (Anime, 2005-2006)
- Captain Tsubasa J (Anime, 1994–1995)
- Dragon Quest (Anime, 1989–1991)
- Dr. Rin ni Kiite Mite! (Anime, 2001)
- Hatsumei Boy Kanipan (Anime, 1998)
  - Chō Hatsumei Boy Kanipan (Anime, 1999)
- High School! Kimengumi (Anime (a partir do episódio 9, em colaboração com o estúdio Gallop), 1988–1989)
- High School Mystery: Gakuen Nanafushigi (Anime, 1991)
- Humanoid Monster Bem (Anime, 2006)
- Initial D (Anime, 1998; em colaboração com o estúdio Gallop, sob o nome de Pastel)
- Kirby das Estrelas (Anime, 2003, em colaboração com o estúdio Warpstar, Inc.)
- Jewelpet (Anime, 2009)
  - Jewelpet Twinkle☆ (Anime, 2010)
  - Jewelpet Sunshine (Anime, 2011)
  - Jewelpet Kira☆Deco (Anime, 2012)
  - Jewelpet the Movie: Sweets Dance Princess (Filme, 2012)
- Kero Kero Chime (Anime, 1997)
- Maboroshi Mabo-chan (Anime, 1992)
- The Marshmallow Times (Anime, 2004)
- Meimon! Dai San Yakyūbu (Anime, 1988–1989)
- Mizuiro Jidai (Anime, 1996)
- Mutsuen Meiryū Gaiden: Shura no Toki (Anime, 2004)
- Onegai My Melody (Anime, 2005)
  - Onegai My Melody: Kuru Kuru Shuffle (Anime, 2006)
  - Onegai My Melody: Sukkiri (Anime, 2007)
  - Onegai My Melody: Kirara (Anime, 2008)
  - Onegai My Melody: Yū & Ai (Filme, 2012)
- Peach Girl (Anime, 2005)
- Samurai Shodown (Especial de TV, 1994)
- School Rumble (Anime, 2004)
  - School Rumble: Second Term (Anime, 2006)
- Shin Megami Tensei Devil Children (Anime (a partir do episódio 27), 2002–2003),
- Shōta no Sushi (Especial de TV, 1999)
- Sora no Manimani (Anime, 2009)
- Suzuka (Anime, 2005)
- Tsuide ni Tonchinkan (Anime, 1987–1988)
- Tsuyoshi Shikkari Shinasai (Anime, 1992–1994)
- Whistle! (Anime, 2002)